# Balaur

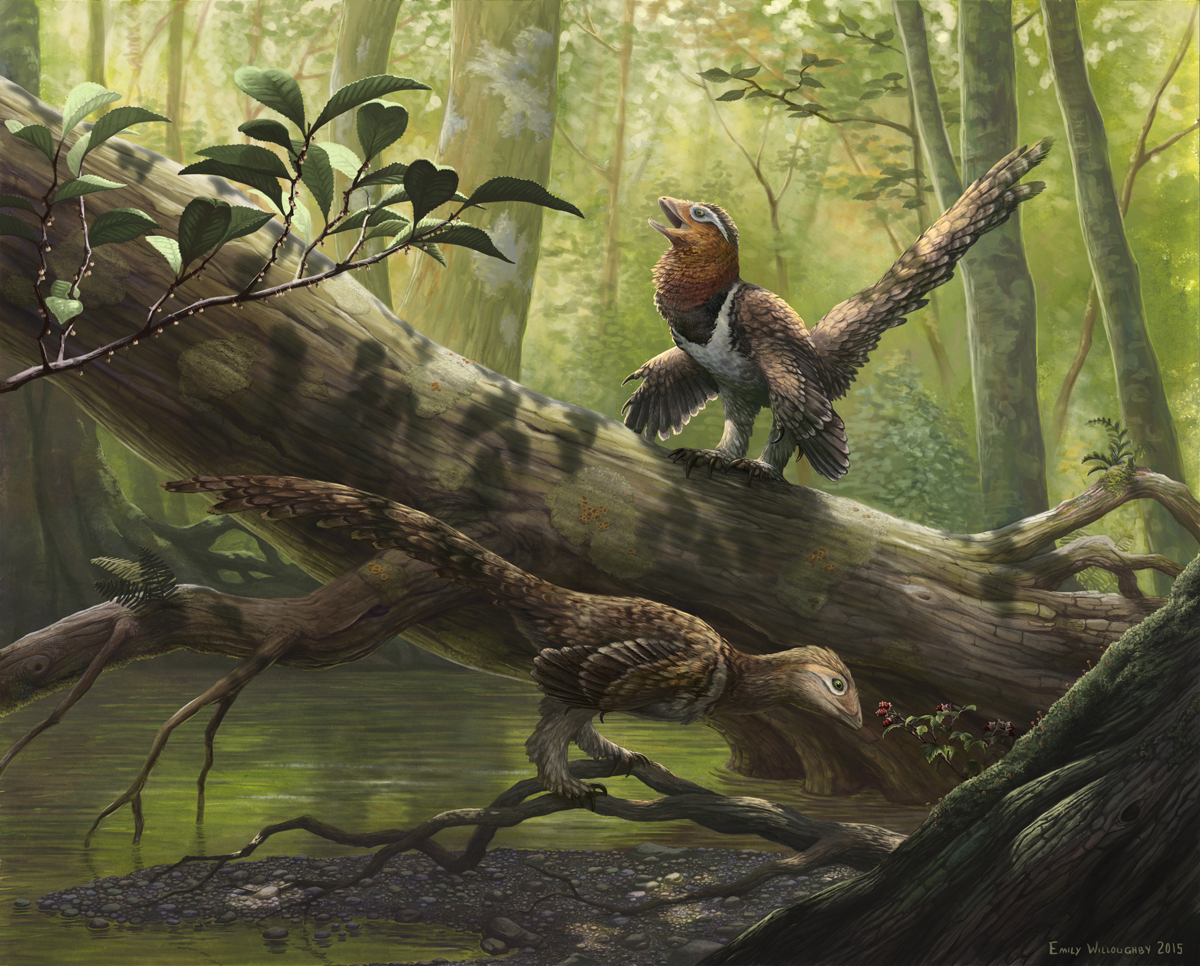
Künstlerische Lebendrekonstruktion von Männchen und Weibchen mit spekulativem Geschlechtsdimorphismus

 Balaur  ist eine Gattung theropoder Dinosaurier aus der späten Oberkreide (Maastrichtium) von Europa. 
Die Gattung wurde von den Autoren der Erstbeschreibung zu den Dromaeosauridae gezählt, sie zeigt jedoch einige bislang für diese Gruppe unbekannte Merkmale. Später wurde sie alternativ bei den Avialae eingeordnet.
Fossilien des Tieres wurden in Rumänien entdeckt und sind etwa 72 bis 66 Millionen Jahre alt. Fragmentarische Überreste sind schon seit 1997 bekannt; ein vollständigeres, jedoch schädelloses Skelett wurde erst im September 2009 von dem Geologen Mátyás Vremir und seiner Familie entdeckt. Es ist das bisher vollständigste Skelett eines theropoden Dinosauriers aus der europäischen Mittel- bis Oberkreide.
Die Gattung wurde 2010 von Csiki und Kollegen wissenschaftlich beschrieben. Die einzige bislang beschriebene Art ist die Typusart Balaur bondoc (rum. = untersetzter Drache).

## Merkmale

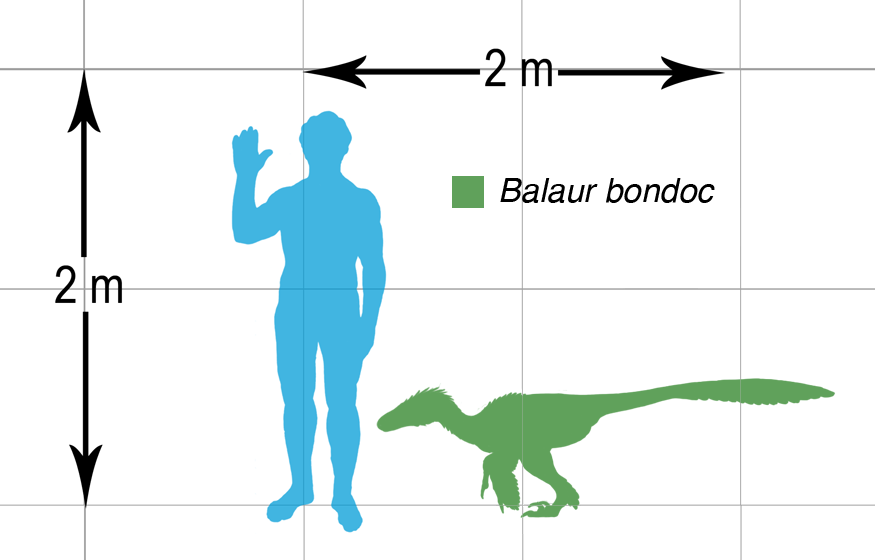
Balaur bondoc im Größenvergleich mit einem Menschen

Balaur wurde etwa zwei Meter lang. Er war für einen Dromaeosauriden ungewöhnlich schwer und kräftig gebaut; sein Skelett zeichnet sich durch zahlreiche miteinander verschmolzene Knochen aus. Neben der vergrößerten sichelartigen Kralle an der zweiten Zehe des Fußes, die für Dromaeosauriden charakteristisch ist, verfügte Balaur über eine zweite Sichelkralle an der ersten Zehe, die dazu noch weit abgespreizt werden konnte. Die Handknochen sowie die unteren Knochen des Hinterbeins waren stark verschmolzen. Zoltán Csiki spekuliert, dass die verschmolzenen Handknochen zum Beutegreifen zu unbeweglich gewesen sein könnten, weshalb Balaur lediglich mit seinen sichelkrallen bewährten Füßen gejagt hätte. Einzigartig für diese Gattung ist zudem das stark nach hinten gerichtete Becken mit seinen vergrößerten Muskel-Ansatzstellen für die Beinmuskulatur.

## Systematik
Die ersten, 1997 entdeckten Knochen wurden anfangs fälschlicherweise für die Überreste eines möglichen caenagnathiden Oviraptorosauriers gehalten.
Eine phylogenetische Analyse von Csiki und Kollegen kommt zu dem Ergebnis, dass Balaur innerhalb der Dromaeosauridae zu den Velociraptorinae zählt und dort am nächsten mit Velociraptor verwandt ist, dessen Schwestertaxon er bildet.
Im Juni 2015 wurde eine wissenschaftliche Studie über eine Neubeschreibung des Balaur-Fossils publiziert, in der die Autoren Balaur nicht mehr als Dromaeosauriden ansehen, sondern als Angehörigen der Avialae, einer Klade, zu der die Vögel gehören, sowie alle theropoden Dinosaurier, die näher mit den modernen Vögeln (Aves) verwandt sind als mit den Deinonychosauria. Balaur steht demnach der Kronengruppe der Vögel näher als Archaeopteryx, gehört aber nicht zu den Pygostylia, sondern zu einer paraphyletischen Gruppe flugunfähiger und langschwänziger Vögel. Grundlage dieser neuen systematischen Einordnung sind vor allem Untersuchungen der Knochen von Händen und Füßen, die viel eher zu einem sich omnivor ernährenden basalen Vogel passen, als zu einem rein carnivoren Dromaeosauriden.

## Ökologie
Europa war in der Oberkreide ein Inselarchipel. Neben Balaur wurden an der Fundstelle auch der zwergwüchsige, rindergroße Sauropode Magyarosaurus und der kleine Hadrosaurier Telmatosaurus gefunden. Wahrscheinlich war Balaur in der Lage Beute zu erjagen, die größer war als er selbst.

## Funde

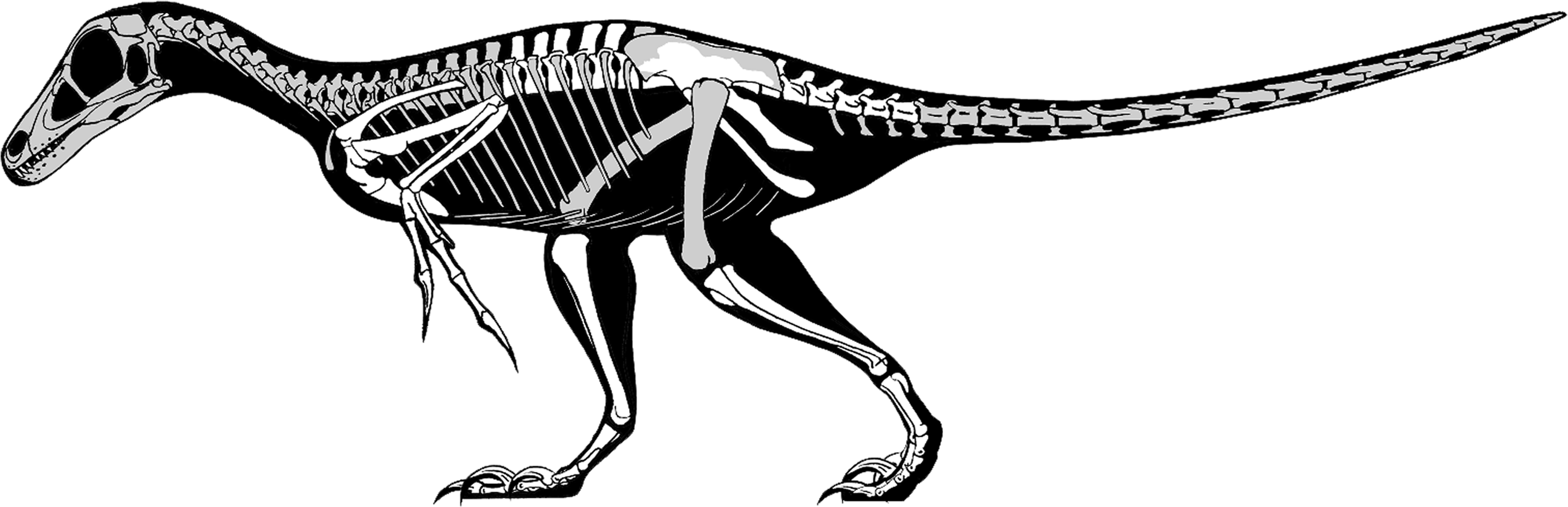
Zeichnerische Skelettrekonstruktion von Balaur bondoc. Bekannte Skelettelemente in weiß.

Das 2009 entdeckte Skelett (Holotyp, Exemplarnummer EME VP.313) wurde am Fluss Sebeș 2,5 Kilometer nördlich der Stadt Sebeș in Rumänien entdeckt. Die Gesteine des Fundorts gehören lithostratigraphisch zur Sebeș-Formation, die durch schlecht sortierte, grobkörnige Konglomerate und kiesige Sandsteine dominiert wird. Unterhalb der Sebeș-Formation liegt die marine Bozeș-Formation, oberhalb folgen diskordant Gesteine aus dem mittleren Miozän. Die Fundstelle, die als Sebeș-Glod-Lokalität bekannt ist, befindet sich im unteren Drittel der Formation – etwa 100 Meter oberhalb der Grenze zur Bozeș-Formation und 450 Meter unterhalb der miozänen Diskordanz. Wahrscheinlich kann der Fundort dem späten Früh-Maastrichtium zugeordnet werden. Weitere Fossilien der Formation schließen die meist sehr fragmentarischen Überreste von anderen Dinosauriern, Flugsauriern (Pterosauria), Schildkröten, Krokodilen und möglicherweise Vögeln mit ein.
Im Gegensatz zu diesen fragmentarischen Überresten ist das Balaur-Individuum ein Teilskelett, dessen Knochen sich bei der Entdeckung teilweise im anatomischen Verbund befanden. Der Fund besteht aus acht Rückenwirbeln, dem Kreuzbein, das aus mindestens vier Kreuzbeinwirbeln bestand, dem mit dem Kreuzbein im anatomischen Verbund stehenden Becken inklusive unvollständigem Darmbein (Ilium), Schambein (Pubis) und Sitzbein (Ischium), vier Schwanzwirbeln, beiden fragmentarischen Schulterblättern (Scapula) mit Rabenbein (Coracoid), den vollständigen Armen sowie den unteren Fußknochen, wobei der Tibiotarsus, die Mittelfußknochen und die Fußknochen des linken Fußes im anatomischen Verbund erhalten sind. Schädelknochen und Halswirbel fehlen gänzlich. Das Balaur-Individuum wurde wahrscheinlich vor seiner endgültigen Einbettung als teilweise verrotteter Kadaver durch einen Fluss transportiert, lag danach für kurze Zeit teilweise an der Luft und wurde teilweise zerlegt.
Der zweite bekannte, bereits 1997 entdeckte Fund stammt aus der etwa 100 km entfernt gelegenen Tuştea-ania-Loklalität nahe dem Dorf Tuştea im Kreis Hunedoara. Die Überreste wurden während einer von Dan Grigorescu, einem Professor der Universität Bukarest, geleiteten Grabung entdeckt. Der Fundort zeigt rötliche, siltige Tonsteine und zählt zur Densuş-Ciula-Formation, deren Sedimente im Maastrichtium bis evtl. ins Paläogen hinein abgelagert wurden. Lediglich das mittlere Schichtglied dieser Formation enthält die Fossilien von Wirbeltieren; das oberste Schichtglied wird von vulkanischen Ablagerungen wie Tuffen dominiert und enthält lediglich isolierte Pflanzenfossilien, im unteren Schichtglied fehlen Fossilien gänzlich. Der Ablagerungsraum der Fossilien enthaltenden Schichten wird als unterer (distaler) Teil einer Überschwemmungsebene interpretiert. Unter den zahlreichen Fossilien der Formation sind die Überreste von verschiedenen Dinosauriern, Flugsauriern, Krokodile, Schildkröten, Frösche und Multituberculaten. Bekannt ist sie vor allem für ihre Dinosaurier-Nester und Eier sowie Fossilien von Neugeborenen, die dem Hadrosauriden Telmatosaurus transsylvanicus zugeschrieben werden.
Der Balaur-Fund (Exemplarnummern FGGUB R. 1580–1585) besteht aus sechs Elementen des linken Armes, die über eine relativ kleine Fläche verteilt gefunden wurden. Da sich unter den Knochen keine Duplikate finden und alle Knochen in ihrer Größe übereinstimmen wird angenommen, dass sie alle zum selben Individuum gehörten. Dieses Individuum war etwa 45 % größer als das Typexemplar.